# Chigua
Chigua es un género de cicadas de la familia de las zamiáceas, que contiene dos especies endémicas de Colombia.

## Descripción
Las especies de Chigua son similares a helechos con un tronco leñoso de textura porosa; forman arbustos con tallos múltiples y globosos mayoritariamente enterrados, sin hojas basales. Las hojas son pinnadas, pecioladas, con espinas en el pecíolo, y ubicadas en espiral. Las hojuelas son articuladas, simples, dentadas, con venas principales y transversales bien marcadas; presentan estomas en haz y envés, y son pubescentes.
La planta es dioica; en los ejemplares masculinos, los microsporófilos forman conos pedunculados, con el ápice estéril, ligeramente lobulados, conteniendo sacos de poles en la superficie abaxial. En los femeninos, los megasporófilos producen conos de apariencia muy distinta, con un esporófilo simple y dos óvulos sésiles insertos en la cara interna de la lámina. Las semillas son elipsoides o globulares, recubiertas de una sarcotesra rojiza; contienen dos cotiledones recubriendo al embrión.

## Evolución, filogenia y taxonomía
Identificadas en 1990 por el botánico Dennis William Stevenson, se encuentran entre las más vulnerables de las cicadas, encontrándose ambas especies del género en el Apéndice I de CITES, que lista a las especies amenazadas de extinción en el corto plazo.

## Especies
- Chigua bernalii
- Chigua restrepoi